# Vympel NPO
Vympel NPO là một công ty nghiên cứu và sản xuất tên lửa không đối không có trụ sở gần Moscow. Công ty còn tham gia các dự án phát triển tên lửa phòng không và hệ thống phòng thủ ABM. Công ty khởi đầu như một viện thiết kế trong thời kỳ Liên Xô.

## Lịch sử
Vympel được thành lập sau World War II với cái tên OKB-134, với Ivan I. Toropov là trưởng nhóm thiết kế. Tên lửa không đối không đầu tiên mà viện phát triển là tên lửa không đối không K-7. Tên lửa đầu tiên đi vào sản xuất hàng loạt của viện là K-13 (R-13) vào năm 1958. Toropov sau đó chuyển tới Nhà máy hàng không Tushino năm 1961 và thay thế ông là Andrey Lyapin. Khoảng giữa năm 1966 và 1968, OKB đổi tên thành Vympel. Năm 1977 Matus Bisnovat của viện OKB-4 Molniya qua đời, và tất cả các dự án phát triển tên lửa của viện này đã được chuyển giao cho Vympel. G. Khokhlov đứng đầu nhóm thiết kế cho đến năm 1981, khi Genadiy A. Sokolovski tiếp tục làm trưởng nhóm thiết kế thay ông.
Năm 1992, công ty GosMKB Vympel đi vào hoạt động thay cho OKB Vympel. Từ năm 1994 Sokolovski trở thành giám đốc phát triển của công ty.
Tháng 5 năm 2004 Tập đoàn tên lửa chiến thuật được thành lập và Vympel cùng với cơ sở thiết kế và phát triển tên lửa đã trở thành một công ty con của tập đoàn này.

## Các dự án nổi tiếng

### Tên lửa không đối không
- K-13/R-13 (AA-2 "Atoll")
- R-4 (AA-5 "Ash")
- R-23/R-24 (AA-7 "Apex")
- R-27 (AA-10 "Alamo")
- R-33 (AA-9 "Amos")
- R-37 (AA-13 "Arrow")
- R-40 (AA-6 'Acrid')
- R-60 (AA-8 "Aphid")
- R-73 (AA-11 "Archer")
- R-77 (AA-12 "Adder")

### Tên lửa không đối đất
- Kh-29 (AS-13 "Kedge")
- Terra-3 laser

### Tên lửa đất đối không
- 3M9 SA missile (SA-6 "Gainful") for Kub missile system.
- ABM-1 Galosh